# 石井弘寿
石井 弘寿（いしい ひろとし、1977年9月14日 - ）は、千葉県市原市出身の元プロ野球選手（投手）。現在は東京ヤクルトスワローズの一軍投手コーチを務める。
アテネオリンピック野球の銅メダリスト。

## 経歴

### プロ入り前
父親が地元アマチュア野球チームに所属していた影響で、小学5年時に野球を始める。中学時代は地元のポニーリーグで投手兼外野手を務めた。
1993年に東京学館高等学校に入学。2年夏は千葉県大会ベスト8で、3年夏は千葉県大会ベスト16。甲子園出場は果たせなかった。バッテリーを組んでいた1学年先輩の相川亮二を見に来ていたスカウトの目についたことで注目を集め、1995年のドラフト会議でヤクルトスワローズから4位指名を受け入団（担当スカウトは小川淳司）。背番号は石井一久の背番号16をひっくり返した61となった。

### プロ入り後

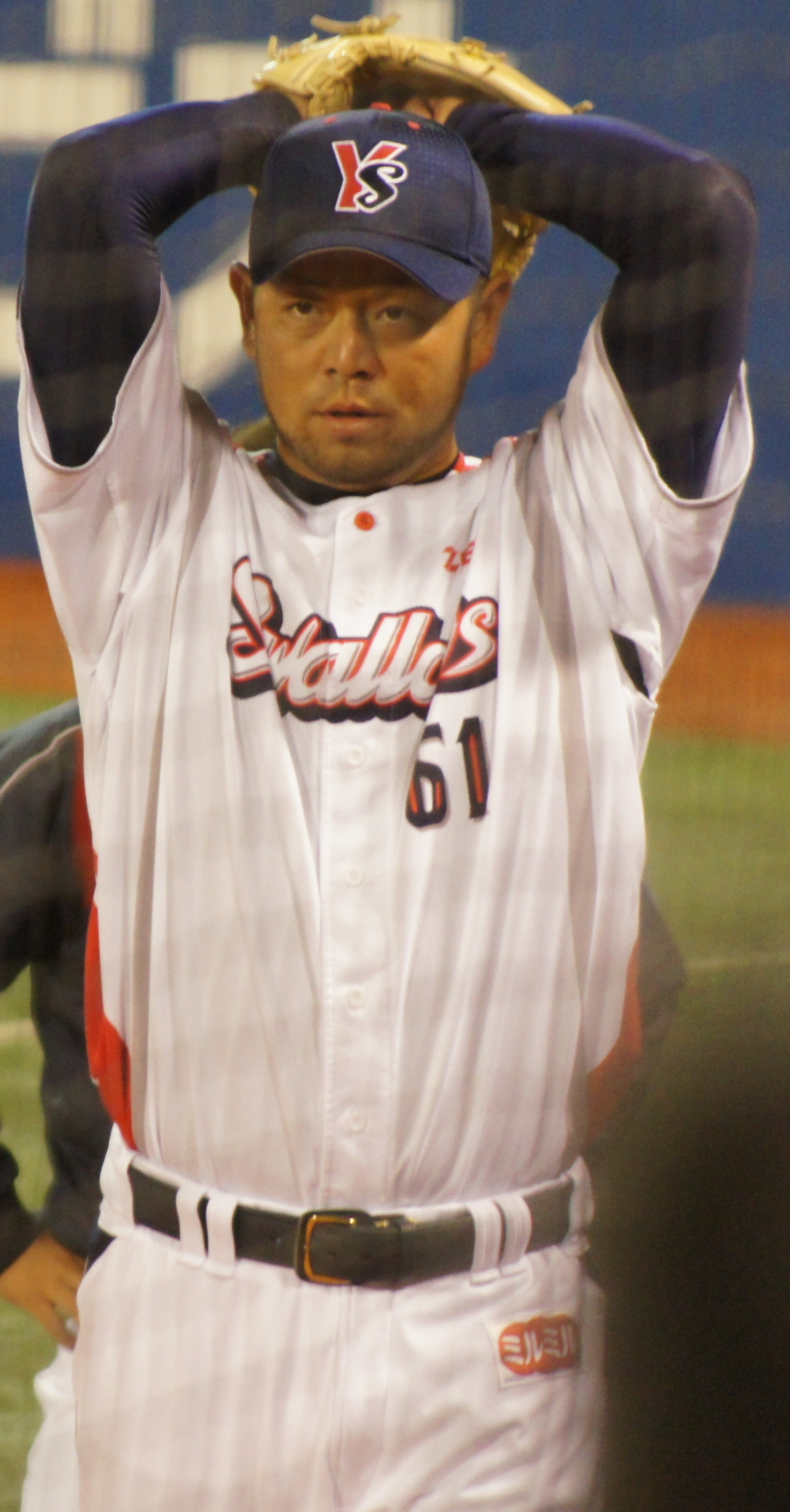
引退登板にて
(2011年10月25日)

1996年7月16日の対広島東洋カープ戦（神宮球場）でプロ初登板し、同年8月10日の同じく対広島戦で初勝利を挙げる。高卒新人ながら、13試合に登板して1勝0敗防御率3.38の成績を残した。しかし、四球が多く不安定な内容の投球が多く見られた。その後の2年間は、故障や制球難の影響もあり、1試合の登板にとどまった。
1999年は中継ぎとして25試合に登板したものの、0勝1敗防御率6.28に終わり、翌シーズン前に打者転向を示唆される。伊東昭光投手コーチ指導の下、打撃練習と並行して制球難の克服に取り組む転機の年となった。
2000年からは中継ぎと谷間の先発で活躍。5月3日対広島戦で先発登板し勝利するが、その後の2度の先発では3回持たず、残りシーズンは中継ぎとして起用される。この年は45試合に登板し、76回1/3で4勝3敗、防御率3.30であった。
2001年4月24日の対中日ドラゴンズ戦で、1点差の8回途中から登板し、初セーブを挙げる。この年は39試合に登板し、防御率3.40の成績を残した。日本シリーズでは、第3戦の1試合のみの登板であったが、1回を無失点に抑えてリーグ優勝と日本一に貢献した。
2002年にファンからの公募により、五十嵐亮太と共にロケットボーイズの愛称が付いた。この年は大きく飛躍し、セットアッパーとしてリーグ最多の69試合に登板し、6勝2敗5S、防御率1.51の成績で最優秀中継ぎ投手に輝く。69試合の登板は、金田正一の記録を46年ぶりに超える球団新記録であった。また、10月11日の対横浜ベイスターズ戦（神宮球場）、自己最速155km/hを計測した。
2003年は防御率1.99と安定し、勝ち星でも6勝を挙げたが、故障のため36試合の登板にとどまった。
2004年はアテネオリンピック野球日本代表に選出され、銅メダルを獲得した。シーズンではオリンピックによって戦列を離れたこともあり、38試合の登板であったが、防御率は2.05とこの年も安定していた。5月4日の対中日戦（神宮）では8回表からマウンドに上がった関係でその裏のイニングで打席に立ち、岩瀬仁紀からプロで唯一となる本塁打を放った。
2005年は五十嵐の故障と不調によりクローザーに指名された。61試合に登板し防御率1.95、自己最多で球団セーブ記録タイとなる37セーブを挙げた。しかし、この年が現役生活において最後の活躍となった。
2006年は開幕前の3月に開催された第1回ワールド・ベースボール・クラシック(WBC)の日本代表に選出された。大会に備えて早めの調整を行っていたが、東京ドームで行われた第一次リーグの韓国戦で左肩痛を発症し、二次リーグに向けて渡米するも肩の悪化で離脱する。一定以上の活躍でメジャー移籍が容認される見込みであったが、一軍では11試合の登板に留まった。この肩の状態の悪化によりMLB移籍を断念し、オフにスワローズ残留を前提とした手術を受けた。
2007年はリハビリに費やし、一軍登板なしに終わった。
2008年は9月27日のイースタン・リーグ最終戦で777日ぶりの実戦登板を果たし、1回を被安打1の無失点に抑えているものの、2年連続で一軍での登板は無かった。
2009年は二軍で13試合に登板したが、3年連続で一軍登板はなかった。
2010年は4年ぶりに春季キャンプを一軍で迎えるが、屋内プールでのトレーニング中に右足親指を裂傷し、4針縫う怪我を負ってしまい離脱した。ペナント開幕後も二軍で7試合に登板したが防御率11.12と不振で、この年も一軍登板はなかった。
2011年9月29日に現役引退を表明。引退試合は10月25日のレギュラーシーズン最終戦の対広島24回戦（神宮球場）で7回表に入団時の担当スカウトであった小川淳司監督からボールを手渡されてリリーフ登板し、受けたキャッチャーは2009年に横浜からヤクルトにFA移籍してきた高校時代の女房役の相川亮二だった。先頭打者の松本高明から3球三振を奪い現役生活を終える。試合後の引退セレモニーの後には、チームメイトから胴上げされた。

### 引退後
2012年からヤクルトの二軍育成コーチ（ストレングス担当）に就任する。
2013年10月23日、2014年シーズンより二軍投手コーチに就任することが発表された。
2017年からは一軍投手コーチ（主にブルペンを担当）。2022年は木澤尚文、久保拓眞ら新戦力も台頭するなど盤石のリリーフを結成し、ブルペン担当の役割を見事に果たした。

## 選手としての特徴・人物
150km/hを超える速球とキレのあるスライダーを武器にリリーフ投手として活躍。2002年には左腕投手の日本最速記録となる155km/hを記録するなど、最優秀中継ぎ投手に選ばれた。
愛称は「ゴリ」。
MLB行きを熱望しており、何度かポスティングによる移籍を志願するものの拒否されていた。2004年オフ、球団側は条件を満たした上での移籍を容認したが、翌2005年オフ、古田敦也新監督の就任により事情が変わったとして認めない方針に転じる。2006年1月、球団が約束反故について謝罪し、同年オフの移籍を容認したことでヤクルト残留を決める。しかし同年に肩の状態の悪化したことを理由にMLB移籍を断念した。
ロケットボーイズと称され左右のリリーフ、Wストッパーとして共に活躍した五十嵐亮太の事はライバルであり弟みたいな存在だったと語り、五十嵐も石井の事を「石井さんがいなければもっと成績が悪かったと思う」と語っている。

## 詳細情報

### 年度別投手成績
| 年 度      | 球 団      | 登 板 | 先 発 | 完 投 | 完 封 | 無 四 球 | 勝 利 | 敗 戦 | セ 丨 ブ | ホ 丨 ル ド | 勝 率 | 打 者 | 投 球 回 | 被 安 打 | 被 本 塁 打 | 与 四 球 | 敬 遠 | 与 死 球 | 奪 三 振 | 暴 投 | ボ 丨 ク | 失 点 | 自 責 点 | 防 御 率 | W H I P |
| ---------- | ---------- | ----- | ----- | ----- | ----- | -------- | ----- | ----- | -------- | ----------- | ----- | ----- | -------- | -------- | ----------- | -------- | ----- | -------- | -------- | ----- | -------- | ----- | -------- | -------- | ------- |
| 1996       | ヤクルト   | 13    | 1     | 0     | 0     | 0        | 1     | 0     | 0        | --          | 1.000 | 41    | 8.0      | 6        | 0           | 13       | 0     | 0        | 9        | 1     | 0        | 3     | 3        | 3.38     | 2.38    |
| 1997       | ヤクルト   | 1     | 0     | 0     | 0     | 0        | 0     | 0     | 0        | --          | ----  | 13    | 2.0      | 2        | 1           | 6        | 0     | 0        | 2        | 0     | 0        | 2     | 2        | 9.00     | 4.00    |
| 1999       | ヤクルト   | 25    | 0     | 0     | 0     | 0        | 0     | 1     | 0        | --          | .000  | 141   | 28.2     | 32       | 6           | 27       | 0     | 0        | 21       | 2     | 0        | 21    | 20       | 6.28     | 2.06    |
| 2000       | ヤクルト   | 45    | 3     | 0     | 0     | 0        | 4     | 3     | 0        | --          | .571  | 318   | 76.1     | 66       | 7           | 36       | 3     | 0        | 68       | 5     | 0        | 29    | 28       | 3.30     | 1.34    |
| 2001       | ヤクルト   | 39    | 0     | 0     | 0     | 0        | 2     | 3     | 1        | --          | .400  | 175   | 39.2     | 31       | 6           | 23       | 1     | 2        | 40       | 4     | 0        | 23    | 15       | 3.40     | 1.36    |
| 2002       | ヤクルト   | 69    | 0     | 0     | 0     | 0        | 6     | 2     | 5        | --          | .750  | 341   | 89.2     | 63       | 7           | 12       | 2     | 1        | 109      | 3     | 0        | 15    | 15       | 1.51     | 0.84    |
| 2003       | ヤクルト   | 36    | 0     | 0     | 0     | 0        | 6     | 1     | 1        | --          | .857  | 182   | 45.1     | 37       | 4           | 10       | 4     | 2        | 61       | 2     | 0        | 10    | 10       | 1.99     | 1.04    |
| 2004       | ヤクルト   | 38    | 0     | 0     | 0     | 0        | 4     | 2     | 5        | --          | .667  | 201   | 52.2     | 38       | 5           | 10       | 1     | 0        | 69       | 2     | 0        | 12    | 12       | 2.05     | 0.91    |
| 2005       | ヤクルト   | 61    | 0     | 0     | 0     | 0        | 4     | 3     | 37       | 10          | .571  | 286   | 73.2     | 51       | 6           | 15       | 2     | 2        | 91       | 0     | 0        | 16    | 16       | 1.95     | 0.90    |
| 2006       | ヤクルト   | 11    | 0     | 0     | 0     | 0        | 0     | 0     | 6        | 1           | ----  | 42    | 10.1     | 8        | 2           | 4        | 0     | 0        | 14       | 0     | 0        | 5     | 5        | 4.35     | 1.16    |
| 2011       | ヤクルト   | 1     | 0     | 0     | 0     | 0        | 0     | 0     | 0        | 0           | ----  | 1     | 0.1      | 0        | 0           | 0        | 0     | 0        | 1        | 0     | 0        | 0     | 0        | 0.00     | 0.00    |
| 通算：11年 | 通算：11年 | 339   | 4     | 0     | 0     | 0        | 27    | 15    | 55       | 11          | .643  | 1741  | 426.2    | 334      | 44          | 156      | 13    | 7        | 485      | 19    | 0        | 136   | 126      | 2.66     | 1.15    |

- 各年度の太字はリーグ最高

### WBCでの投手成績
| 年 度 | 代 表 | 登 板 | 先 発 | 勝 利 | 敗 戦 | セ ｜ ブ | 打 者 | 投 球 回 | 被 安 打 | 被 本 塁 打 | 与 四 球 | 敬 遠 | 与 死 球 | 奪 三 振 | 暴 投 | ボ ｜ ク | 失 点 | 自 責 点 | 防 御 率 |
| ----- | ----- | ----- | ----- | ----- | ----- | -------- | ----- | -------- | -------- | ----------- | -------- | ----- | -------- | -------- | ----- | -------- | ----- | -------- | -------- |
| 2006  | 日本  | 1     | 0     | 0     | 1     | 0        | 5     | 0.2      | 2        | 1           | 1        | 0     | 0        | 1        | 0     | 0        | 2     | 2        | 27.00    |

### タイトル
- 最優秀中継ぎ投手：1回（2002年）

### 表彰
- 千葉県知事賞：2004年（アテネ五輪野球日本代表メンバーとしての銅メダル獲得を称えて）

### 記録
初記録
投手記録
- 初登板：1996年7月6日、対広島東洋カープ12回戦（明治神宮野球場）、9回表に4番手として救援登板、2/3回無失点
- 初奪三振：同上、9回表に佐々岡真司から
- 初勝利：1996年8月10日、対広島東洋カープ20回戦（明治神宮野球場）、8回表に5番手として救援登板、1回1失点
- 初先発：1996年8月16日、対読売ジャイアンツ17回戦（東京ドーム）、1回1/3を1失点
- 初先発勝利：2000年5月3日、対広島東洋カープ5回戦（広島市民球場）、5回3失点
- 初セーブ：2001年4月24日、対中日ドラゴンズ4回戦（ナゴヤドーム）、8回裏一死に3番手として救援登板・完了、1回2/3無失点
- 初ホールド：2005年4月6日、対中日ドラゴンズ2回戦（明治神宮野球場）、7回表二死に2番手として救援登板、1回1/3無失点

打撃記録
- 初安打：2002年6月6日、対横浜ベイスターズ8回戦（横浜スタジアム）、8回表に東和政から左前安打
- 初本塁打・初打点：2004年5月4日、対中日ドラゴンズ3回戦（明治神宮野球場）、8回裏に岩瀬仁紀から右越ソロ

その他の記録
- オールスターゲーム出場：2回（2002年、2005年）

### 背番号
- 61（1996年 - 2011年）
- 98（2012年 - ）

### 代表歴
- 2004年アテネオリンピックの野球競技・日本代表
- 2006 ワールド・ベースボール・クラシック日本代表